# Буэндия, Эмилиано
Эмилиано Буэндия Стати (исп. Emiliano Buendía Stati; родился 25 декабря 1996 года в Мар-дель-Плата, Аргентина) — аргентинский футболист, атакующий полузащитник английского клуба «Астон Вилла».

## Личная жизнь
Буэндия состоит в отношениях с девушкой Клаудией. У пары двое сыновей — Тьяго (род. август 2018) и Джованни (род. 16 марта 2021).

## Клубная карьера
Буэндия — воспитанник испанского клуба «Хетафе». Первые сезона он выступал за дублирующую команду. 1 февраля 2015 года в матче против «Альмерии» он дебютировал в Ла Лиге. 27 сентября в поединке против «Леванте» Эмилиано забил свой первый гол за «Хетафе».
С 2018 по 2021 год выступал за английский клуб «Норвич Сити». За декабрь 2019 года Буэндия создал своим одноклубникам 29 шансов[уточнить] — это самый высокий месячный показатель в Премьер-лиге с момента начала сбора данной статистики в сезоне 2003/04. 29 апреля 2021 года, по окончании сезона, в котором Эмилиано забил 15 голов и отдал 16 голевых передач, футболист получил награду «Игрок сезона Чемпионшипа». Также он был признан лучшим игроком сезона в «Норвич Сити».
10 июня 2021 года перешёл в клуб Премьер-лиги «Астон Вилла» за 33 млн фунтов, что стало рекордной продажей «Норвич Сити» и рекордным приобретением «Астон Виллы».

## Карьера в сборной
В 2015 году в составе молодёжной сборной Аргентины Эмилиано принял участие в молодёжном чемпионате мира в Новой Зеландии. На турнире он сыграл в матчах против команд Панамы, Австрии и Ганы. В поединке против ганцев Буэндия забил гол.
2 февраля 2022 года дебютировал за главную сборную Аргентины.